# Grafair

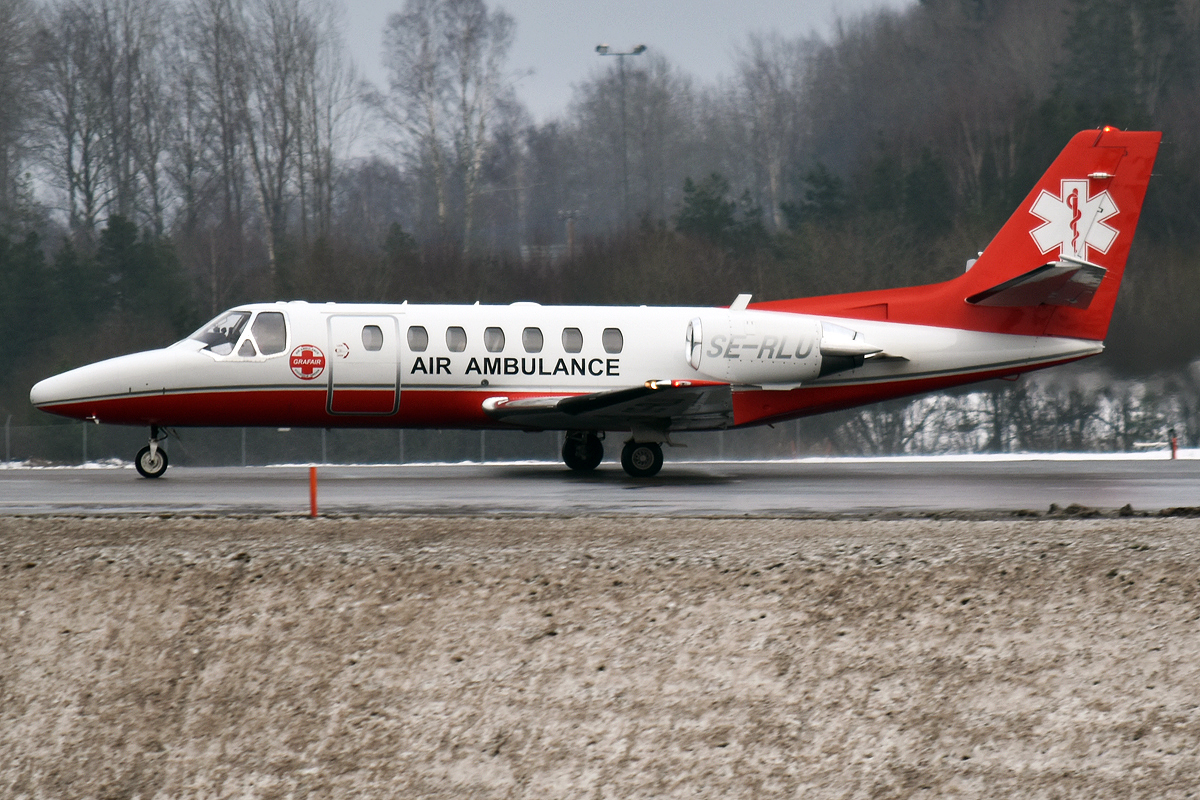
Ambulansflygplan SE-RLU av modell Cessna 560 Citation Ultra

Grafair är ett svenskt flygbolag, som grundades 1969 av Bengt Grafström.
Grafair bedriver taxiflyg och ambulansflyg med affärsjet samt tidigare också sjöflyg med amfibieflygplan. 
Grafair driver även Sveriges första privatägda affärsflygterminal på Stockholm-Bromma flygplats, och en filial till denna på Stockholm-Arlanda flygplats. Anläggningen invigdes den 11 november 2004 och fick namnet Grafair Jet Center. 

## Flotta i oktober 2024[3]
| Typ                       | Reg nr | Passagerare | Övrigt           |
| ------------------------- | ------ | ----------- | ---------------- |
| Hawker 800XP              | SE-RLX | 8+1         |                  |
| Hawker 900XP              | SE-RLY | 8+1         | Byggt 2011       |
| Hawker 900XP              | SE-RLZ | 8+1         |                  |
| Cessna 560 Citation Ultra | SE-RLU | 7+1         | Ambulansflygplan |
| Cessna 560 Citation Ultra | SE-RLT | 7+1         | Ambulansflygplan |

## Flotta i februari 2016
| Typ                          | Reg nr | Passagerare | Övrigt                                                                                           |
| ---------------------------- | ------ | ----------- | ------------------------------------------------------------------------------------------------ |
| Raytheon Hawker 800XP        | SE-RLX | 8+1         | Tillverkat 2000, registrerat i december 2014 som SE-RLX.                                         |
| Cessna 560 Citation Ultra    | SE-RLU | 7+1         | Ambulansflygplan                                                                                 |
| Cessna 560 Citation Ultra    | SE-RLT | 7+1         | Ambulansflygplan                                                                                 |
| Cessna 550 Citation II       | SE-RIM | 5           | Ambulansflygplan                                                                                 |
| Cessna 208 Caravan Amphibian | SE-KTH | 9           | Amfibieflygplan. Såld 2022 till USA, omregistrerad till N85WL.                                   |
| Pilatus PC-12                | SE-MIX | 6           | STOL (Short Take-off and Landing). Levererad 2017, såld 2020 till USA, omregistrerad som N731NG. |

## Bildgalleri

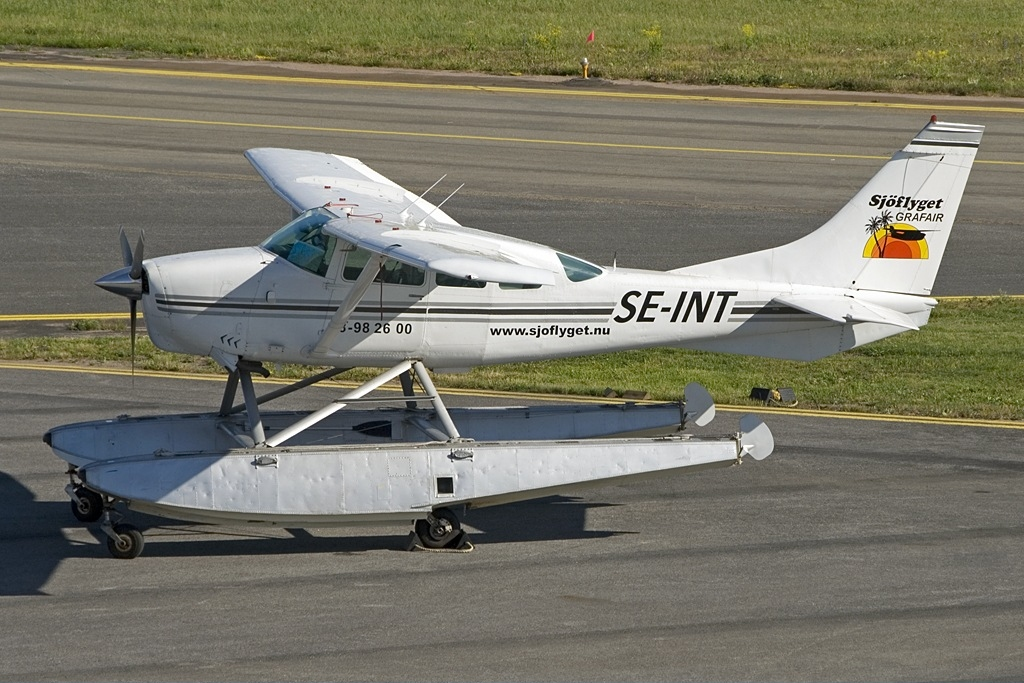
Amfibieflygplan Cessna 206, 2007
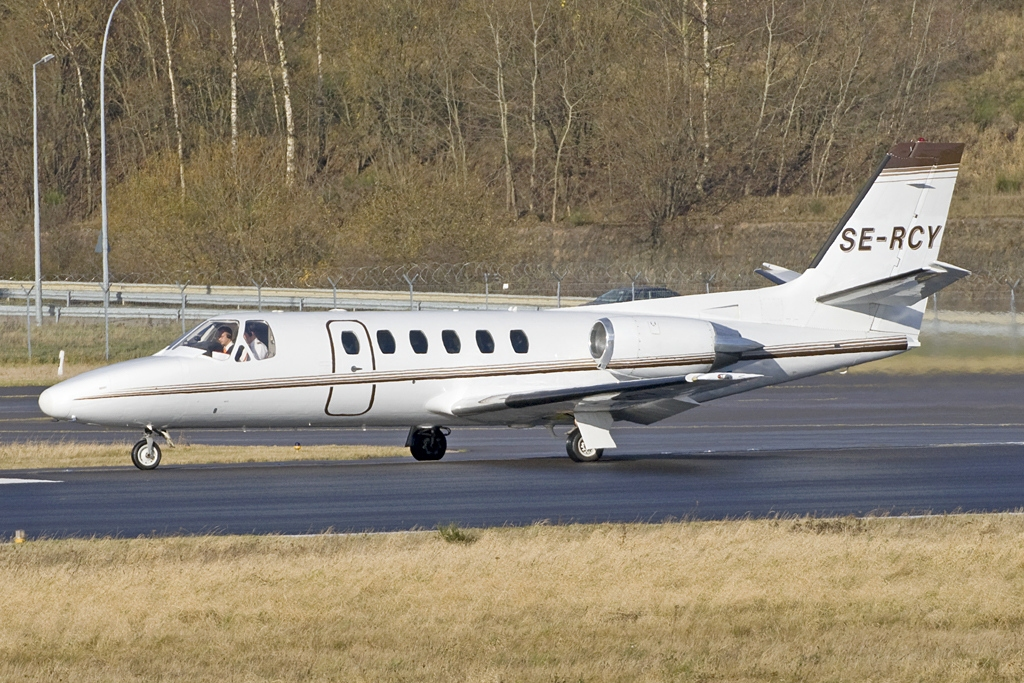
Affärsflygplan SE-RIK av modell Cessna 550 Citation II, 2009
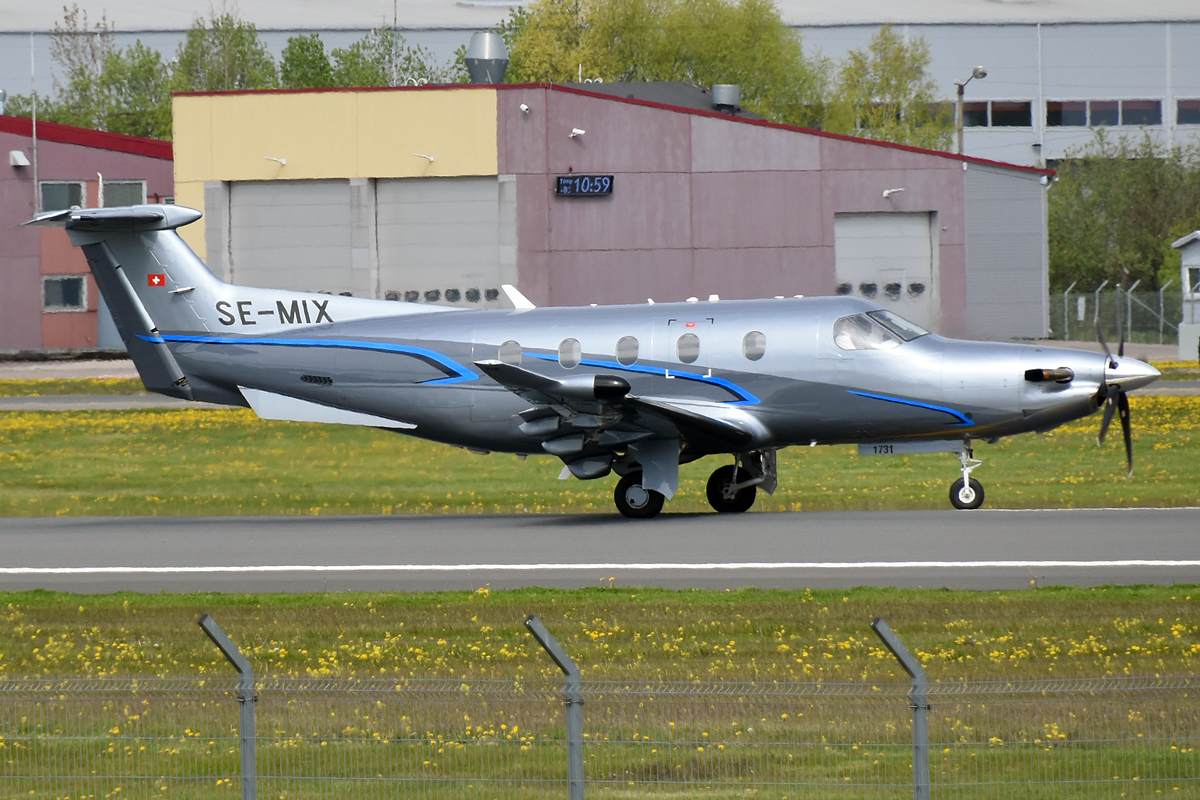
STOL-flygplan SE-MIX av modell Pilatus PC-12, 2020